# Francisco Madinga
Francisco Madinga (11 febbraio 2000) è un calciatore malawiano, centrocampista del Mighty Wanderers e della nazionale malawiana.

## Carriera

### Club
Il 7 gennaio 2020 viene acquistato a titolo definitivo dalla squadra georgiana del Dila Gori.

### Nazionale
Il 24 marzo 2021 ha esordito con la nazionale malawiana giocando l'incontro di qualificazione per la Coppa d'Africa 2021 vinto 0-1 contro il Sudan del Sud; ha partecipato alla Coppa delle nazioni africane 2021.

## Statistiche

### Presenze e reti nei club
Statistiche aggiornate al 12 maggio 2021.
| Stagione         | Squadra          | Campionato       | Campionato | Campionato | Coppe nazionali | Coppe nazionali | Coppe nazionali | Coppe continentali | Coppe continentali | Coppe continentali | Altre coppe | Altre coppe | Altre coppe | Totale | Totale |
| Stagione         | Squadra          | Comp             | Pres       | Reti       | Comp            | Pres            | Reti            | Comp               | Pres               | Reti               | Comp        | Pres        | Reti        | Pres   | Reti   |
| ---------------- | ---------------- | ---------------- | ---------- | ---------- | --------------- | --------------- | --------------- | ------------------ | ------------------ | ------------------ | ----------- | ----------- | ----------- | ------ | ------ |
| 2019             | Mighty Wanderers | SL               | ?          | ?          |                 | -               | -               |                    | -                  | -                  |             | -           | -           | ?      | ?      |
| 2020             | Dila Gori        | EL               | 12         | 2          | CG              | 1               | 0               |                    | -                  | -                  |             | -           | -           | 13     | 2      |
| 2021             | Dila Gori        | EL               | 5          | 1          | CG              | 1               | 0               |                    | -                  | -                  |             | -           | -           | 6      | 1      |
| Totale Dila Gori | Totale Dila Gori | Totale Dila Gori | 17         | 3          |                 | 2               | 0               |                    | -                  | -                  |             | -           | -           | 19     | 3      |
| Totale carriera  | Totale carriera  | Totale carriera  | 17         | 3          |                 | 2               | 0               |                    | -                  | -                  |             | -           | -           | 19     | 3      |

### Cronologia presenze e reti in nazionale
| Cronologia completa delle presenze e delle reti in nazionale ― Malawi | Cronologia completa delle presenze e delle reti in nazionale ― Malawi | Cronologia completa delle presenze e delle reti in nazionale ― Malawi | Cronologia completa delle presenze e delle reti in nazionale ― Malawi | Cronologia completa delle presenze e delle reti in nazionale ― Malawi | Cronologia completa delle presenze e delle reti in nazionale ― Malawi | Cronologia completa delle presenze e delle reti in nazionale ― Malawi | Cronologia completa delle presenze e delle reti in nazionale ― Malawi |
| Data                                                                  | Città                                                                 | In casa                                                               | Risultato                                                             | Ospiti                                                                | Competizione                                                          | Reti                                                                  | Note                                                                  |
| --------------------------------------------------------------------- | --------------------------------------------------------------------- | --------------------------------------------------------------------- | --------------------------------------------------------------------- | --------------------------------------------------------------------- | --------------------------------------------------------------------- | --------------------------------------------------------------------- | --------------------------------------------------------------------- |
| 24-3-2021                                                             | Omdurman                                                              | Sudan del Sud                                                         | 0 – 1                                                                 | Malawi                                                                | Qual. Coppa d'Africa 2021                                             | -                                                                     | 83’                                                                   |
| 29-3-2021                                                             | Blantyre                                                              | Malawi                                                                | 1 – 0                                                                 | Uganda                                                                | Qual. Coppa d'Africa 2021                                             | -                                                                     | 33’                                                                   |
| 7-9-2021                                                              | Johannesburg                                                          | Malawi                                                                | 1 – 0                                                                 | Mozambico                                                             | Qual. Mondiali 2022                                                   | -                                                                     | 86’                                                                   |
| 24-3-2023                                                             | Il Cairo                                                              | Egitto                                                                | 2 – 0                                                                 | Malawi                                                                | Qual. Coppa d'Africa 2023                                             | -                                                                     | 46’                                                                   |
| 9-9-2023                                                              | Lilongwe                                                              | Malawi                                                                | 2 – 2                                                                 | Guinea                                                                | Qual. Coppa d'Africa 2023                                             | -                                                                     | 81’                                                                   |
| Totale                                                                |                                                                       | Presenze                                                              | 4                                                                     |                                                                       | Reti                                                                  | 0                                                                     |                                                                       |